# HAVI Logistics

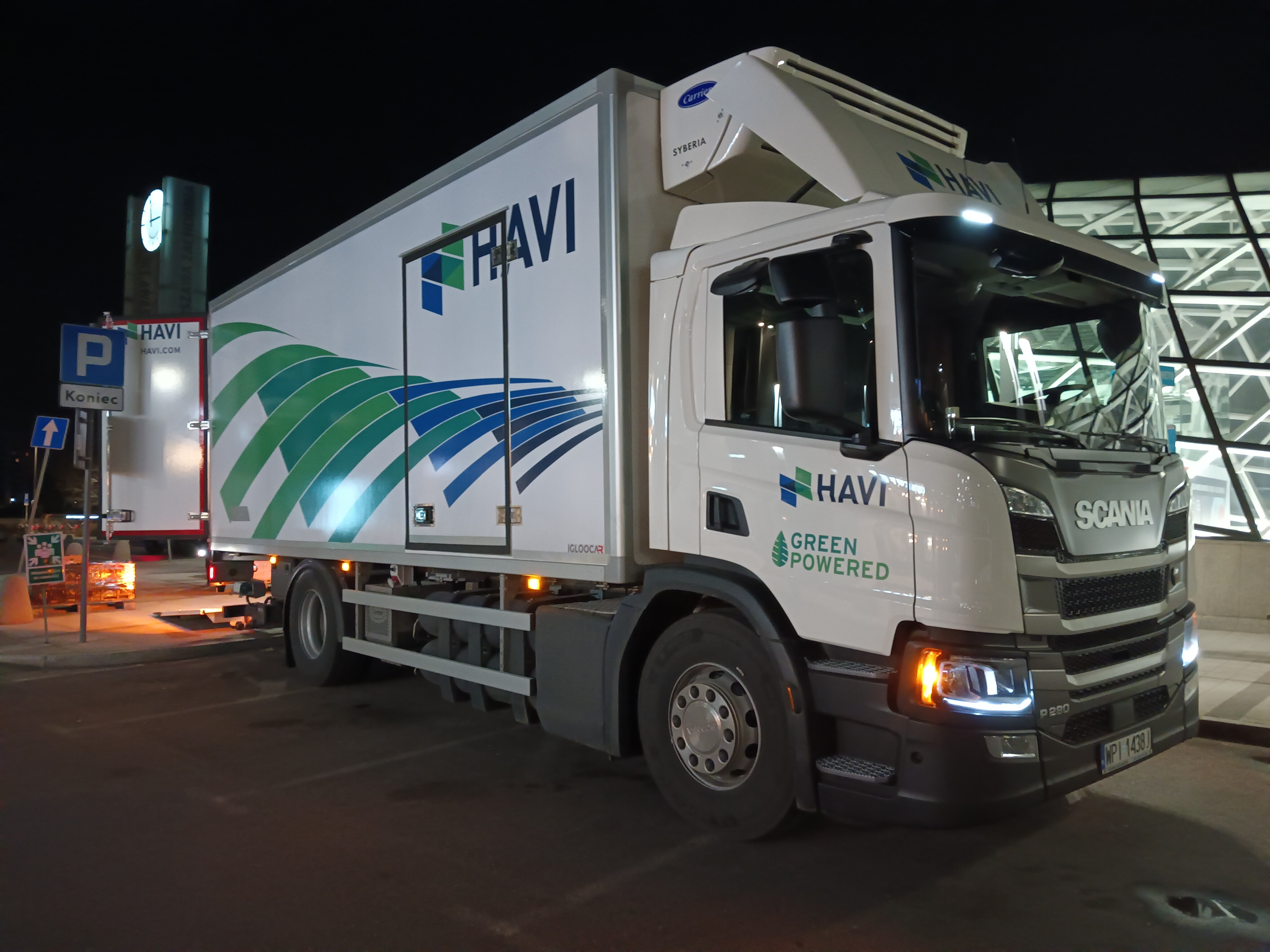
HAVI Logistics-LKW am Warschau Westbahnhof, Polen

HAVI Logistics GmbH ist ein in 37 europäischen Ländern aktiver Logistikdienstleister für die Lebensmittelindustrie.

## Geschichte
Im Juli 1975 begann die Frigoscandia Deutschland GmbH mit der Distribution von McDonald’s Tiefkühlwaren. McDonald’s eröffnete 1971 in München sein erstes Restaurant in Deutschland und hatte die Logistik bis 1975 selbst erledigt. Im April 1978 gründete Frigoscandia das Tochterunternehmen Frigoropa. Frigoscandia tritt hier nicht mehr nur als Spediteur, sondern auch als Großhändler gegenüber den Filialen von McDonald’s auf. Deren Geschäftsführer Andreas Rost und Kent Zohnne wurden zu dieser Zeit von McDonald’s mit der Idee konfrontiert, das Deutschland-Geschäft umzustrukturieren und wie in den USA eine Totaldistribution mit Tiefkühl-, Kühl- und Trockenwaren einzuführen. Zu diesem Zeitpunkt belieferten bereits Schwesterunternehmen der Frigoropa Deutschland die McDonald’s-Restaurants in Dänemark, Frankreich, Österreich, Schweden und der Schweiz als Total-Distributor. Im Oktober 1981 wurde dann die WLS GmbH – Warenhandel + Logistik + Service gegründet, die diese Unternehmen später sukzessive übernimmt. Die WLS ist von Anfang an als Distributor im US-Sinn konzipiert, als Groß- und Außenhandelsunternehmen mit dem Schwerpunkt Logistik.
Im Oktober 1983 wurde unter dem Namen I. T. S. GmbH (Internationale Transporte und Spedition) das erste Tochterunternehmen der WLS gegründet. Da das Kürzel I. S. T. schon vergeben war, wurde die neue Spedition im September 1986 in S. T. I. umbenannt. Seit der Gründung ist die WLS stetig gewachsen. Das Unternehmen gründete in ganz Europa Tochterunternehmen, die nach dem gleichen Konzept die Restaurants des Kunden McDonald’s mit Waren versorgten.
1988 siedelte die WLS GmbH vom Duisburger Großenbaum in eine sogenannte „Food Town“ nach Duisburg-Rheinhausen um. Im Jahr 1992 wurden die WLS und ihre inzwischen neun Tochtergesellschaften als Unternehmensgruppe unter das Dach der eigens gegründeten Alpha Management GmbH zusammengeführt. Alle dazugehörigen Unternehmen wurden inzwischen als „Alpha Group“ bezeichnet.
Bis 2008 trugen die bis dahin 40 Gesellschaften der Alpha Group in Europa verschiedene Namen und Logos. Im Juli 2008 erfolgte die Umfirmierung der gesamten Unternehmensgruppe auf den heutigen Namen HAVI Logistics GmbH.
Am 16. Februar 2017 wurde in der Niederlassung Bingen erstmals in der Firmengeschichte ein Betriebsrat gewählt.
HAVI Logistics GmbH ist seit Januar 2020 an neun Standorten deutschlandweit präsent. Neben dem Hauptsitz in Duisburg gibt es Standorte in Neu Wulmstorf, Wustermark, Bingen, Lederhose, Rheinberg, Ilsfeld, Günzburg und Wunstorf. HAVI Logistics beliefert vorrangig Restaurants der Systemgastronomie und Marken der Convenience-Lebensmittel. 2015 lieferte HAVI Logistics aus 67 Distributionszentren in Europa rund 395 Millionen Verkaufseinheiten aus den Temperaturbereichen trocken, frisch und tiefgekühlt aus.
Am 8. März 2022 wurde HAVI Logistics möglicherweise Opfer eines Hackerangriffs. Die Kunden, wie z. B. McDonald’s, konnten teilweise nicht ihr gesamtes Sortiment anbieten oder mussten einige Restaurants kurzzeitig komplett schließen.

## Kunden
HAVI Logistics beliefert neben McDonald’s auch weitere Kunden der Systemgastronomie in ganz Europa. Seit etwa 2001 zählen viele Kunden aus den Bereichen Schnellrestaurants und Convenience Stores zum Kundenstamm des Logistikunternehmens. Dazu gehören und gehörten unter anderem: McDonald’s, Kentucky Fried Chicken, BP, Compass Group, IKEA, Nordsee, OMV, RIMI, XXXL, Pizza Hut, Subway, Costa Coffee, Sticks’n’Sushi und Vapiano.

## Strukturen

### Eigentumsverhältnisse
Die Eigentumsverhältnisse an HAVI Logistics sind wie folgt (Stand Juli 2015):
- HAVI Europe Holding LLC: 84,1 Prozent
- HAVI Global Logistics GmbH, 15,9 Prozent

### Einbettung in der globalen Organisationsstruktur
HAVI Logistics ist ein Unternehmen der US-amerikanischen The HAVI Group, LP und unterteilt in Geschäftsbereiche für Europa und den Großraum Asiens. Schwesterunternehmen sind HAVI Global Solutions, HAVI Logistics North America und The Marketing Store.
Seit 2016 treten alle Gesellschaften der HAVI Group, darunter auch HAVI Logistics und HAVI Global Solutions, unter der gemeinsamen Dachmarke HAVI auf. HAVI ist ein global agierendes Unternehmen in privater Hand, das sich auf Services und Lösungen entlang der kompletten Lieferkette fokussiert hat. Die verschiedenen Services reichen von Marketing Analytics, Supply-Chain-Management, Verpackung und Logistik bis zu Recyling & Entsorgung. HAVI ist mit rund 10.000 Mitarbeitern in weltweit 100 Ländern präsent.

## Nachhaltigkeit

### Ökologische Verantwortung
Der Fuhrpark wird mit umweltfreundlichen Treibstoffen wie Biodiesel aus Rapsöl, AME Biodiesel, Biogas und Pflanzenöl betankt. Nach und nach werden die Fahrzeuge auf Euro 5 Motoren umgestellt. Seit 2007 werden Vortransporte in Teilen Europas auch mit EuroCombis (25,25 Meter langer Lkw) gefahren. Innovative Planungstools für den Transport, um die Wege effizient zu planen, gehören zum Standard.
LED-Beleuchtung, die Nutzung von Wärmerückgewinnung und die Umstellung auf 100 % Grünstrom sind weitere ökologische Meilensteine.

### Umweltmanagementsystem
HAVI Logistics ist nach DIN EN ISO 14001 zertifiziert und gleichzeitig nach EMAS III VO validiert.

### Umweltinitiativen und -auszeichnungen
- Verleihung der „Ulli-Umwelt Ehrennadel“ der Stadt Duisburg
- Umweltpartnerschaft Brandenburg
- Umweltpakt Bayern
- Runder Tisch für Nachhaltigkeit
- Teilnahme am Projekt „Ökologik“
- Umweltpakt Saar
- Partner des Europäischen „GreenBuilding“ Projektes
- „Europe Sustainability“ Award
- „Global Best of Sustainable Supply“ Award
- Eines der ersten Unternehmen weltweit, das nach dem neuen EMAS III Standard zertifiziert wurde